# 根源の社
根源の社(こんげんのやしろ)とは、松下幸之助が創建した、「宇宙の根源」を祀る宗教施設である。社は伊勢神宮内宮を模した神社形式をとる。
PHP研究所の神様となっている宗教施設であり、松下政経塾卒塾生からも広く信奉されている。根源の社では祭神ではなく社を一柱と数えるならわしである。祭神が何かは不明だが、龍神信仰との習合であるとする説がある。

## 概要
松下幸之助は神道、仏教、キリスト教の各宗教に慣れ親しんだとされる。仏教、修験道においては真言宗醍醐派の僧侶であった加藤大観を自邸に住まわせ、のちに加藤を松下電器の初代祭司に任命した。以来、松下電器の祭司は真言宗醍醐派の僧侶が社員となって勤めており、2011年現在で5代目であるという。門真工場には加藤大観の名が冠せられた、様々な神仏を祀る大観堂という堂宇がある。
松下幸之助は、精神的な豊かさの追求も重視しており、「物心ともに豊かな真の繁栄を実現していくことによって、人びとの上に真の平和と幸福をもたらそう」という理念のもと、PHP研究所を設立している。根源の社は、松下幸之助がPHP活動の拠点としていた幸之助の別邸「真々庵」に1962年に創建され、1967年にPHP研究所本社、1981年には大阪府門真市の松下電器本社（現パナソニック本社）の敷地にある「創業の森」内に分祀（分社）された。